# Terra di Bari
Terra di Bari es una indicación geográfica italiana con denominación de origen protegida para los aceites de oliva vírgenes extra que, reuniendo las características definidas en su reglamento, hayan cumplido con todos los requisitos exigidos en el mismo. 

## Zona de producción
La zona de producción de los aceites de oliva amparados por la Denominación de Origen Terra di Bari está constituida por terrenos ubicados en la provincia de Bari.

## Variedades aptas
La Denominación de Origen Protegida "Terra di Bari" puede venir acompañada de tres menciones geográficas adicionales:
- Castel del Monte: obtenido por al menos un 80% de la variedad Coratina
- Bitonto: obtenido por al menos un 80% de las variedades Cima di Bitonto y Coratina
- Murgia dei Trulli e delle Grotte: obtenido por al menos un 50% de la variedad Cima di Mola

## Denominación de origen
Desde 1997, el Terra di Bari es una denominación de origen protegida (PDO) reconocida ante la Unión Europea. A nivel internacional, cuenta con registro como denominación de origen, conforme al Sistema de Lisboa, ante la Organización Mundial de la Propiedad Intelectual, desde el 5 de mayo de 2014.